# Puchar Zdobywców Pucharów (1969/1970)
X Puchar Europy Zdobywców Pucharów 1969/1970 (ang. European Cup Winners’ Cup)

## 1/32 finału
| Rapid Wiedeń – Torpedo Moskwa 0:0 i 1:1 1 27.08 1969 2 03.09 1969 1:0 Redl 53, 1:1 Gerszkowicz 88 |

## 1/16 finału
| Olympiakos SFP – Górnik Zabrze 2:2 i 0:5 1 17.09 1969 0:1 Wilczek 8, 0:2 Wilczek 36, 1:2 Youtsos 58, 2:2 I.Sideris 84 2 01.10 1969 0:1 Wilczek 1, 0:2 Skowronek 62, 0:3 Szołtysik 70, 0:4 Banaś 82k, 0:5 Banaś 84                                                                  |
| Rangers – Steaua Bukareszt 2:0 i 0:0 1 17.09 1969 1:0 Johnston 40, 2:0 Johnston 43 2 01.10 1969 |
| Íþróttabandalag Vestmannaeyja – Lewski Spartak Sofia 0:4 i 0:4 1 30.08 1969 0:1 Wesilinow 8, 0:2 Y. Kiriłow 14, 0:3 Kotkow 39, 0:4 Mitkow 43 (mecz w Reykjaviku) 2 01.10 1969 0:1 Kotkow 17, 0:2 Kotkow 48, 0:3 Kotkow 50, 0:4 Gajdarski 67                                        |
| Boldklubben Frem – FC Sankt Gallen 2:1 i 0:1 1 17.09 1969 0:1 Nafziger 15, 1:1 H. Hansen 21, 2:1 H. Hansen 54 2 01.10 1969 0:1 Cornioley 53 |
| Ards F.C. – AS Roma 0:0 i 1:3 1 17.09 1969 2 01.10 1969 0:1 Salvori 20, 0:2 Peiró 53, 0:3 Salvori 55, 1:3 Crothers 79 |
| Rapid Wiedeń – PSV Eindhoven 1:2 i 2:4 1 17.09 1969 0:1 Veenstra 5, 0:2 Schmidt-Hansen 15, 1:2 Bjerregaard 19 2 01.10 1969 0:1 van der Kuijlen 16, 1:1 Flögel 25, 1:2 Veenstra 38, 1:3 Schmidt-Hansen 68, 1:4 Schmidt-Hansen 71, 2:4 Bjerregaard 76                                |
| Göztepe SK – Union Luxembourg 3:0 i 3:2 1 17.09 1969 1:0 Gürsel 7, 2:0 Fadil 58, 3:0 Halil 67 2 01.10 1969 1:0 Favzi 17, 2:0 Nielsen 40, 3:0 Nielsen 50, 3:1 Bernardin 62, 3:2 Weis 81                                                                                             |
| Mjøndalen IF – Cardiff City 1:7 i 1:5 1 17.09 1969 0:1 Clark 4, 0:2 Clark 35, 0:3 Toshack 43, 1:3 J.Olsen 44, 1:4 Lea 67, 1:5 Sutton 74, 1:6 King 77, 1:7 Toshack 87 (mecz w Oslo) 2 01.10 1969 0:1 King 16, 0:2 Allan 36, 1:2 Solberg 37, 1:3 Allan 38, 1:4 Allan 43, 1:5 King 68 |
| Shamrock Rovers – FC Schalke 04 2:1 i 0:3 1 17.09 1969 0:1 Pirkner 35, 1:1 Barber 72, 2:1 Barber 73 2 01.10 1969 0:1 Libuda 7, 0:2 Pirkner 57, 0:3 Wittkamp 80 |
| IFK Norrköping – Sliema Wanderers 5:1 i 0:1 1 17.09 1969 0:1 Bonnet 8, 1:1 Hultberg 9, 2:1 Hultberg 19, 3:1 Pressfeldt 38, 4:1 Norblad 58, 5:1 Jönsson 75 2 30.09 1969 0:1 Serge 87                                                                                                |
| Dukla Praga – Olympique Marsylia 1:0 i 0:2 (dogr.) 1 17.09 1969 1:0 Húdec 33 2 01.10 1969 0:1 Loubet 15, Loubet 91 |
| Dinamo Zagrzeb – Slovan Bratysława 3:0 i 0:0 1 17.09 1969 1:0 Miljković 2, 2:0 Novak 51, 3:0 Gucmirtu 58 2 01.10 1969 |
| 1. FC Magdeburg – MTK Budapeszt 1:0 i 1:1 (dogr.) 1 17.09 1969 1:0 Sparwasser 30 2 01.10 1969 0:1 Takacs 7, 1:1 Sparwasser 112 |
| Académica Coimbra – Kuopion Palloseura 0:0 i 1:0 1 17.09 1969 2 01.10 1969 1:0 Nene 65 |
| Lierse SK – APOEL FC 10:1 i 1:0 1 17.09 1969 1:0 Vermeyen 10, 2:0 Denul 20, 3:0 Vermeyen 21, 4:0 Denul 27, 5:0 Vermeyen 43, 6:0 Vermeyen 49, 7:0 Put 55, 8:0 Denul 75, 9:0 Jansselis 80, 10:0 Denul 87, 10:1 Agathokleous 88 2 24.09 1969 1:0 Denul 15                             |
| Athletic Bilbao – Manchester City 3:3 i 0:3 1 17.09 1969 1:0 Argoitia 9, 2:0 Clemente 12, 2:1 Young 42, 3:1 Uriarte 57, 3:2 Pardoe 68, 3:3 Echevarría 85s 2 01.10 1969 0:1 Oakes 58, 0:2 Bell 66, 0:3 Bowyer 85                                                                    |

## 1/8 finału
| Górnik Zabrze – Rangers 3:1 i 3:1 1 12.11 1969 1:0 Lubański 5, 2:0 Szaryński 11, 2:1 Pearson 55, 3:1 Lubański 87 2 26.11 1969 0:1 Baxter 17, 1:1 Olek 63, 2:1 Lubański 77, 3:1 Skowronek 81 |
| Lewski Spartak Sofia – FC Sankt Gallen 4:0 i 0:0 1 12.11 1969 1:0 Kostow 2, 2:0 Panow 33, 3:0 Mitkow 62, 4:0 J.Kiryłow 73 2 26.11 1969                                                      |
| AS Roma – PSV Eindhoven 1:0 i 0:1 (dogr.) 1 12.11 1969 1:0 Capello 87k 2 26.11 1969 0:1 van der Kuylen 68k Roma awansowała w wyniku losowania (rzut monetą)                                 |
| Göztepe SK – Cardiff City 3:0 i 0:1 1 12.11 1969 1:0 Favzi 14, 2:0 Ertan 30, 3:0 Nielsen 33 2 26.11 1969 0:1 Bird 78                                                                        |
| IFK Norrköping – FC Schalke 04 0:0 i 0:1 1 12.11 1969 2 26.11 1969 0:1 Scheer 25 |
| Olympique Marsylia – Dinamo Zagrzeb 1:1 i 0:2 1 12.11 1969 1:0 Loubet 28, 1:1 Čerček 80 2 26.11 1969 0:1 Novak 52, 0:2 Novak 89                                                             |
| 1. FC Magdeburg – Académica Coimbra 1:0 i 0:2 1 12.11 1969 1:0 Sparwasser 41 2 26.11 1969 0:1 Alhinho 57, 0:2 Mario Campos 85                                                               |
| Lierse SK – Manchester City 0:3 i 0:5 1 12.11 1969 0:1 Lee 7, 0:2 Lee 35, 0:3 Bell 43 2 26.11 1969 0:1 Summerbee 1, 0:2 Lee 5, 0:3 Lee 48, 0:4 Bell 65, 0:5 Bell 72                         |

## 1/4 finału
| Lewski Spartak Sofia – Górnik Zabrze 3:2 i 1:2 1 04.03 1970 0:1 Szołtysik 5, 1:1 Asparuchow 30, 2:1 Panow 36, 2:2 Banaś 52, 3:2 Asparuchow 89 2 18.03 1970 0:1 Lubański 44, 0:2 Banaś 56, 1:2 P.Kiryłow 59 |
| AS Roma – Göztepe SK 2:0 i 0:0 1 04.03 1970 1:0 F.Landini 32, 2:0 Capello 76 2 18.03 1970 |
| Dinamo Zagrzeb – FC Schalke 04 1:3 i 0:1 1 04.03 1970 0:1 Pirkner 44, 1:1 Čerček 65, 1:2 Fichtel 68, 1:3 Becher 86 2 18.03 1970 0:1 Scheer 73                                                              |
| Académica Coimbra – Manchester City 0:0 i 0:1 (dogr.) 1 04.03 1970 2 18.03 1970 0:1 Towers 119 |

## 1/2 finału
| AS Roma – Górnik Zabrze 1:1 i 2:2 (dogr.), dod. 1:1 (dogr.) 1 01.04 1970 0:1 Banaś 28, 1:1 Salvori 53 2 15.04 1970 1:0 Capello 9, 1:1 Lubański 90k, 1:2 Lubański 93, 2:2 Scaratti 120 3 22.04 1970 0:1 Lubański 40, 1:1 Capello 57k (mecz w Strasburgu) awans Górnika po losowaniu (rzut monetą) |
| FC Schalke 04 – Manchester City 1:0 i 1:5 1 01.04 1970 1:0 Libuda 76 2 15.04 1970 0:1 Doyle 8, 0:2 Young 22, 0:3 Young 28, 0:4 Lee 50, 0:5 Bell 81, 1:5 Libuda 89 |

## Finał
| 29 kwietnia 1970 Wiedeń Praterstadion (7968) Manchester City – Górnik Zabrze 2:1 (2:0) Sędzia: Paul Schiller (Austria) Bramki: 1:0 Neil Young 12, 2:0 Francis Lee 43k, 2:1 Stanisław Oślizło 68 Manchester City Football Club (trener Joe Mercer): Joe Corrigan – Tony Book (kapitan), Tommy Booth, George Heslop, Glyn Pardoe, Mike Doyle (23 Ian Bowyer), Alan Oakes, Tony Towers, Colin Bell, Francis Lee, Neil Young Klub Sportowy Górnik Zabrze (trener Michał Matyas): Hubert Kostka – Jerzy Gorgoń, Stanisław Oślizło (kapitan), Stefan Florenski (85 Alojzy Deja), Henryk Latocha, Alfred Olek, Zygfryd Szołtysik, Erwin Wilczek (75 Hubert Skowronek), Jan Banaś, Włodzimierz Lubański, Władysław Szaryński |

Król strzelców: Włodzimierz Lubański (Górnik Zabrze): 7 bramek.